# Визель, Эли

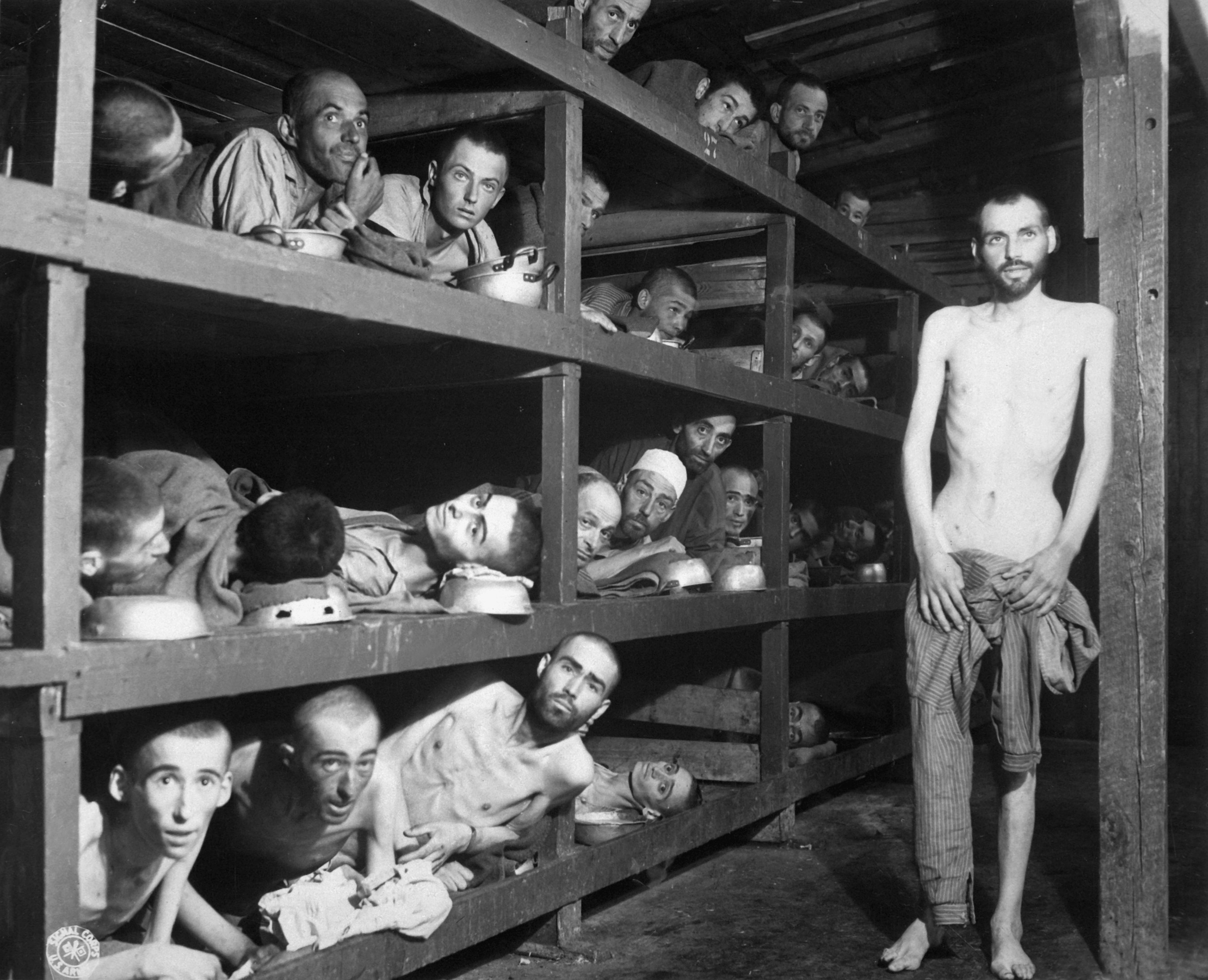
Известная фотография заключённых лагеря Бухенвальд. Визель — седьмой во втором ряду. Макс Гамбургер — четвёртый в первом ряду.

Э́лиэзер «Э́ли» Ви́зель (идиш אליעזר «אלי» וויזל‎, англ. Eliezer «Elie» Wiesel; 30 сентября 1928, Сигет, Трансильвания, Королевство Румыния — 2 июля 2016, Бостон, Массачусетс, США) — американский и французский писатель, журналист, общественный деятель и профессор еврейского происхождения. Лауреат Нобелевской премии мира 1986 года «За приверженность тематике, посвящённой страданиям еврейского народа, жертвам нацизма», председатель «Президентской комиссии по холокосту». Писал на идише, иврите, французском и английском языках.
Происхождением из приверженной религиозным традициям еврейской семьи, переживший в годы войны Холокост узник нацистских концлагерей Освенцим и Бухенвальд, он стал видным пропагандистом знания о Катастрофе европейского еврейства.
В 1985 г. награждён Золотой медалью Конгресса США. Также он отмечен многими другими наградами за свою литературную, общественную и пропагандистскую деятельность.

## Биография
Родился в городе Сигете в Северной Трансильвании (Королевство Румыния) в религиозной еврейской семье, придерживавшейся традиций вижницкого хасидизма. Имел закарпатские корни: семья его отца, Шлойме Элиши Визеля, происходила из Хуста; семья матери, Сары (Суры) Фейг — из Бычкова. Имел трёх сестёр — старшие Беатрис и Хильда и младшая Ципора. Получил традиционное еврейское религиозное образование. В семье говорили на идише, венгерском, немецком и румынском языках.
В 1940 году Сигет по решениям Второго Венского арбитража был присоединён к Королевству Венгрия, и в мае 1944 года под давлением нацистской Германии все евреи города, включая Визеля с сёстрами и их родителей, были депортированы в концентрационный лагерь Освенцим. Его татуированным номером был «A-7713». По прибытии Визель вместе с отцом был разлучён с матерью и сёстрами. Сара и Ципора не выжили в заключении. Визель с отцом были отправлены в освенцимский трудовой лагерь Моновиц. Несмотря на то, что их часто переводили из одного сектора Освенцима в другой, Визелю удалось целых 8 месяцев продержаться рядом с отцом. Зимой 1944/1945 года маршем смерти Эли и Шлойме были перегнаны из Освенцима в Бухенвальд. Вскоре по прибытии, 29 января 1945 года, Шлойме умер от истощения, болезней и побоев, нанесённых надзирателями и другими заключёнными, которые пытались отобрать его еду. В те годы религиозные верования Визеля поколебались, однако после он вернулся к ним с новой силой.
Визель попал в Париж, где в одном из приютов отыскал переживших депортацию Беатрис и Хильду. Позже обе эмигрировали в Северную Америку.
В 1948—1951 годах учился в Сорбонне, где изучал философию, литературу и психологию, затем начал работать журналистом. Год он провёл в Индии. В 1955 году переехал в США, где в 1963 году получил гражданство. В 1969 году он женился на австрийке Марион Эрстер Роуз, тоже прошедшей концентрационные лагеря. Визели тогда поселились в Гринвиче и у них родился названный в честь деда сын Шлойме Элиша Визель. У супруги также есть дочь от первого брака. Роуз переводила его книги на английский.
Визель начал литературную карьеру на идише (многие годы сотрудничал с различными периодическими изданиями на этом языке), несколькими годами позже стал также публиковаться в периодических изданиях на иврите, затем перешёл главным образом на французский, а в последние годы на английский язык. Свою первую книгу «И мир молчал» на идише опубликовал в 1956 году в Аргентине. Сокращённый и адаптированный вариант на французском языке вышел в 1958 году под названием «Ночь» с вступительным словом Франсуа Мориака и сразу же принёс автору широкую известность. Книга была переведена на 30 языков.
В 1965 году совершил поездку по Советскому Союзу с целью получить достоверные сведения о положении евреев в СССР, во время которой встретился с тысячами представителей еврейской общины. Под впечатлением от увиденного и услышанного он написал вышедшую в свет годом позже книгу «Евреи молчания», в которой призвал международную общественность помогать евреям СССР, протестовать против политики советских властей.
Визель преподавал в Йельском, Бостонском, Джорджтаунском университетах. В 1972—1976 гг. заслуженный профессор иудаики Сити-колледжа Нью-Йорка, с 1976 года заслуженный профессор гуманитарных наук Бостонского университета. В 1978-87 годах возглавлял Президентскую комиссию по Холокосту, которая учредила ежегодные дни поминовения жертв нацизма, планировала исследовательские программы и конференции. В 1980—1986 годах председатель Американского мемориального совета по Холокосту.
С 1988 года Посланец мира Организации Объединённых Наций.
1 февраля 2007 года 22-летний отрицатель Холокоста Эрик Хант, представившись журналистом, избил и попытался похитить Визеля во время «Конференции по проблемам ограничения насилия в мире» в Бостоне. Через несколько недель полиция Нью-Джерси арестовала Ханта, сбежавшего с места происшествия. Визель утверждает, что ранее он получал угрозы от отрицателей Холокоста.
Стал инициатором начатой в июне 2010 года международной кампании в поддержку Михаила Ходорковского.
В 2014 году премьер-министр Израиля Биньямин Нетаниягу пытался убедить Эли Визеля баллотироваться на пост президента Израиля, однако тот отказался.
Президент Гуманитарного фонда Эли Визеля, учреждённого им совместно с супругой вскоре после получения Нобелевской премии, борющегося с равнодушием, нетерпимостью и несправедливостью — в память о Холокосте. В декабре 2008 года Фонд Эли Визеля официально заявил, что почти все его активы (около 15,2 миллионов долларов) пропали в результате мошеннических махинаций компании Бернарда Мэйдоффа. Сам Визель также потерял значительную часть своих личных сбережений в инвестиционной компании Мэдоффа.
Писал на идише, иврите, французском и английском языках.
Автор более 40 книг. Многие его произведения посвящены Холокосту, еврейской культуре (автобиографический роман на идише «И мир молчал», 1956; «Рассвет», 1961; «День», 1961; «Песнь мёртвых», 1966; «Нищий из Иерусалима», 1968; «Спустя поколение», 1970; «Евангелие растерзанного еврейского поэта», 1980; «Сумерки», 1987).
В своём выступлении в Мемориальном музее Холокоста в Вашингтоне в День памяти павших Президент США Дональд Трамп отметил: 

Печально, что в этом году впервые мы отмечаем День памяти без Эли Визеля, великого человека, великой личности. Его отсутствие оставляет незаполненное пространство в наших сердцах, но его дух наполняет этот зал. Это как дух нежного ангела, который пережил ад, и чье мужество до сих пор освещает нам путь во тьме. Хотя история Эли хорошо известна столь многим, она всегда достойна повторения. Он перенес немыслимые ужасы Холокоста. Его мать и сестра погибли в Освенциме. Перед его юными глазами медленно умирал в Бухенвальде его отец. Он пережил бесконечный кошмар убийств и смерти и впечатал в нашу коллективную совесть долг всегда помнить эту длинную тёмную ночь, чтобы никогда не дать ей повториться.
В Бостонском университете израильским историком Йоэлем Раппелем создан «Архив Эли Визеля».

## Награды и звания

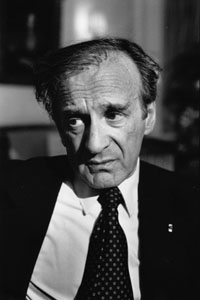
Эли Визель в 1987 году.

- Почётный рыцарь Великобритании (2006)[24].
- Национальная гуманитарная медаль США (2009).
- Нобелевская премия мира (1986)
- Президентская медаль Свободы (США)
- Президентская медаль (Израиль)
- Премия имени Зеэва Жаботинского
- Золотая медаль Конгресса США
- Орден Почётного легиона (Франция)
- Почётный рыцарь-командор ордена Британской империи (Великобритания)
- Большой крест ордена Заслуг (Венгрия)
- Премия Медичи (1968)
- премия имени Теодора Герцля Всемирного еврейского конгресса (2013)[25]
- почётный гражданин Иерусалима (2015)[26]

### Почётные степени
- Еврейская теологическая семинария, Бостонский университет, Йельский университет, Кеньонский колледж и др.
- почётный доктор Папского университета Иоанна Павла II (Краков)

## Произведения
- Завет: Роман. — СПб.: Эрмитаж, 1987.
- Ночь. Рассвет. Несчастный случай: Три повести. — Яир, 1989.
- Ночь. Рассвет. День: Трилогия. — М.: Олимп; ППП, 1993.
- Город Удачи: роман // Октябрь. — 1995. — № 5. — С. 82-159.
- Рассыпанные искры. — Иерусалим; М.: Гешарим, 2000.
- Следующее поколение. — М.: Текст; Журнал «Дружба народов», 2001.
- Время неприкаянных. — М.: Текст, 2005.
- Завещание убитого еврейского поэта. — М.: Текст, 2012.